# Commission internationale contre l'impunité au Guatemala
La Commission internationale contre l'impunité au Guatemala (espagnol : Comisión Internacional contra la Impunidad en Guatemala, CICIG) était une organisation internationale indépendante chargée d'assister les autorités guatémaltèques dans la lutte contre le crime organisé et la corruption.
Le président guatémaltèque Jimmy Morales, lui-même mis en cause dans des enquêtes, met fin aux activités de la commission en 2019.

## Fonctions
La CICIG est une organisation internationale indépendante, dont le but est d'assister le ministère public (es), la police nationale (es) et les autres institutions de l'État, à la fois pour les enquêtes sur les délits commis par les membres des groupes illégaux de sécurité et les organisations clandestines de sécurité, ainsi que les actions visant à démanteler ces groupes, en soutenant les enquêtes et les poursuites pour les cas particulièrement complexes, ainsi qu'en renforçant les institutions judiciaires dans leur lutte contre les associations de malfaiteurs.

## Historique
La CICIG est créée le 12 décembre 2006 par un traité entre le Guatemala et les Nations unies, qui est ratifié par le Congrès guatémaltèque le 1er août 2007.
La CICIG réussit à réduire dans des proportions assez significatives le taux d’impunité. Elle parvient « à faire révoquer les concessions de quelques mégaprojets de développement douteux ». Elle a également dévoilé le versement de pots-de-vin à des dizaines de députés pour qu’ils votent une loi favorisant une compagnie de téléphone et l’existence ou sein du système judiciaire de réseaux d’avocats, de juges et de magistrats qui «vendaient» des assurances d’impunité.
Elle bénéficie d'un taux d'approbation élevé (70 %) dans l'opinion publique, ce qui en fait l'institution la plus populaire du pays.
Les enquêtes de la commission ont mené à la détention de dignitaires, tels que le président Álvaro Colom (2008-2012), le président Otto Pérez Molina (2012-2015) et sa vice-présidente Roxana Baldetti. Le président en fonction, Jimmy Morales, et son parti, le Front de convergence nationale (FCN) sont également l'objet d'une enquête du CICIG pour corruption.

### Dissolution de la Commission
Le président Jimmy Morales expulse du pays le directeur de la Commission, Ivan Velasquez, en 2017, et dissout celle-ci en 2019.
Les organisations de défense des droits de l'homme, des populations indigènes et des organisations universitaires ont dénoncé cette décision. La militante politique maya Rigoberta Menchu, Prix Nobel de la paix 1992, dénonce une décision « unilatérale » et estime qu'elle est « un signe de plus de la rupture progressive de l'ordre institutionnel et de l'État de droit ». Le défenseur des droits Jordan Rodas introduit un recours contre la décision devant la Cour constitutionnelle. Amnesty International condamne un « dernier coup porté à la lutte contre l'impunité, montrant l'absence inquiétante de volonté de parvenir à un système de justice indépendante qui garantisse les droits du peuple du Guatemala ». En revanche, les milieux d'affaires guatémaltèques et les partis de droite apportent leur soutien à la décision de Jimmy Morales.
La CICIG pourrait avoir été victime d'un calcul politique du président américain Donald Trump, celui-ci acceptant de la sacrifier en échange d'un alignement du gouvernement guatémaltèque sur les questions internationales (le Guatemala a notamment déplacé son ambassade en Israel à Jérusalem et réaffirmé son engagement diplomatique et commercial avec Taïwan, au détriment de la Chine).

### Persécution de ses membres
Les fonctionnaires et magistrats ayant travaillé au sein de la Cicig sont victimes de persécution systématique par la justice guatémaltèque depuis sa dissolution. Plus de trente procureurs et juges anticorruption ont été contraints de quitter leur pays et d'autres ont été incarcérés.

## Affaires
| Année     | Affaire                              | Délit                       | Description |
| --------- | ------------------------------------ | --------------------------- | ----------- |
| 2006      | Pavón et PARLACEN                    | Exécutions extrajudiciaires |             |
| 2008-2009 | Alfonso Portillo                     | Malversations               |             |
| 2008-2012 | Adolfo Vivar                         | Fraude                      |             |
| 2009      | Cas Rosenberg                        | Homicide                    |             |
| 2012      | Marlene Blanco Lapola                | Exécutions extrajudiciaires |             |
| 2013      | Direction générales de l'immigration | Revenus illégaux            |             |
| 2014      | Les Mendoza                          | Trafic de drogue            |             |
| 2014      | Byron Lima                           | Corruption                  |             |
| 2015      | Bande La Línea                       | Corruption                  |             |